# Nürnberg villamosvonal-hálózata
Nürnberg villamosvonal-hálózata egy villamoshálózat Németországban, Nürnberg városában. Kezelője a VAG Verkehrs-Aktiengesellschaft Nürnberg. A villamos pályája 1435 mm nyomtávolságú, hosszúsága 38,4 km. Az áramellátás 750 V-os egyenáramú felsővezetékről történik.

## Története
Az első villamos 1881. augusztus 25-én indult el.

## Galéria

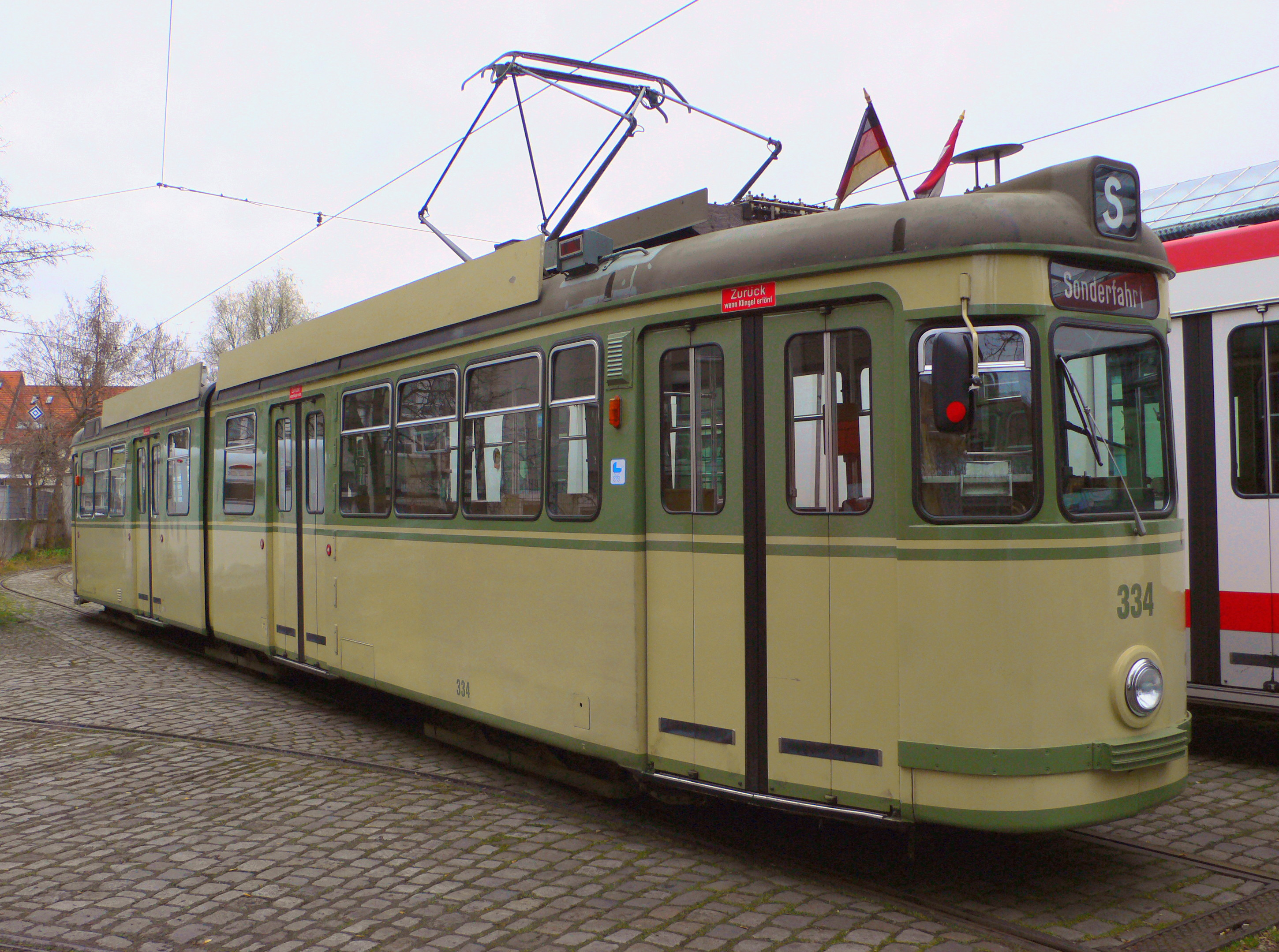
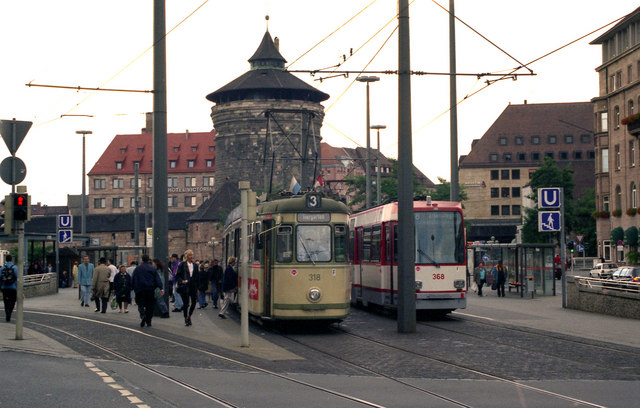
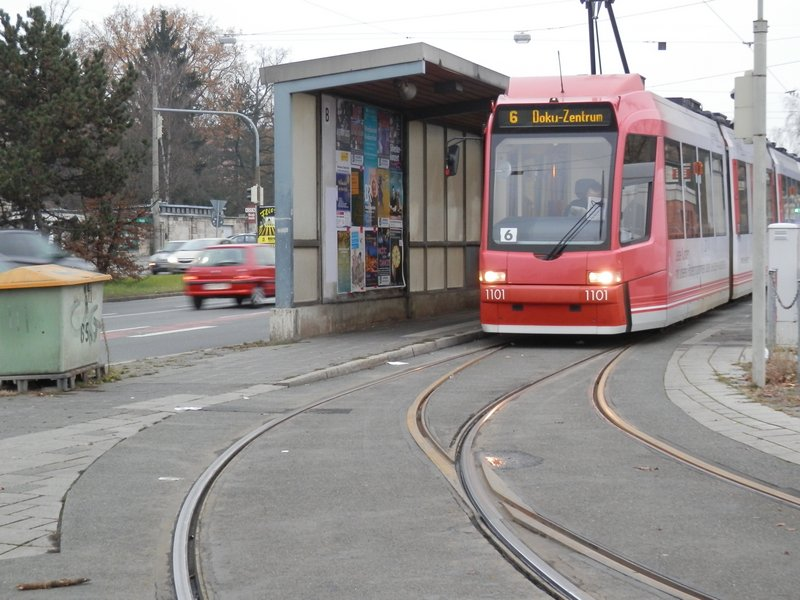
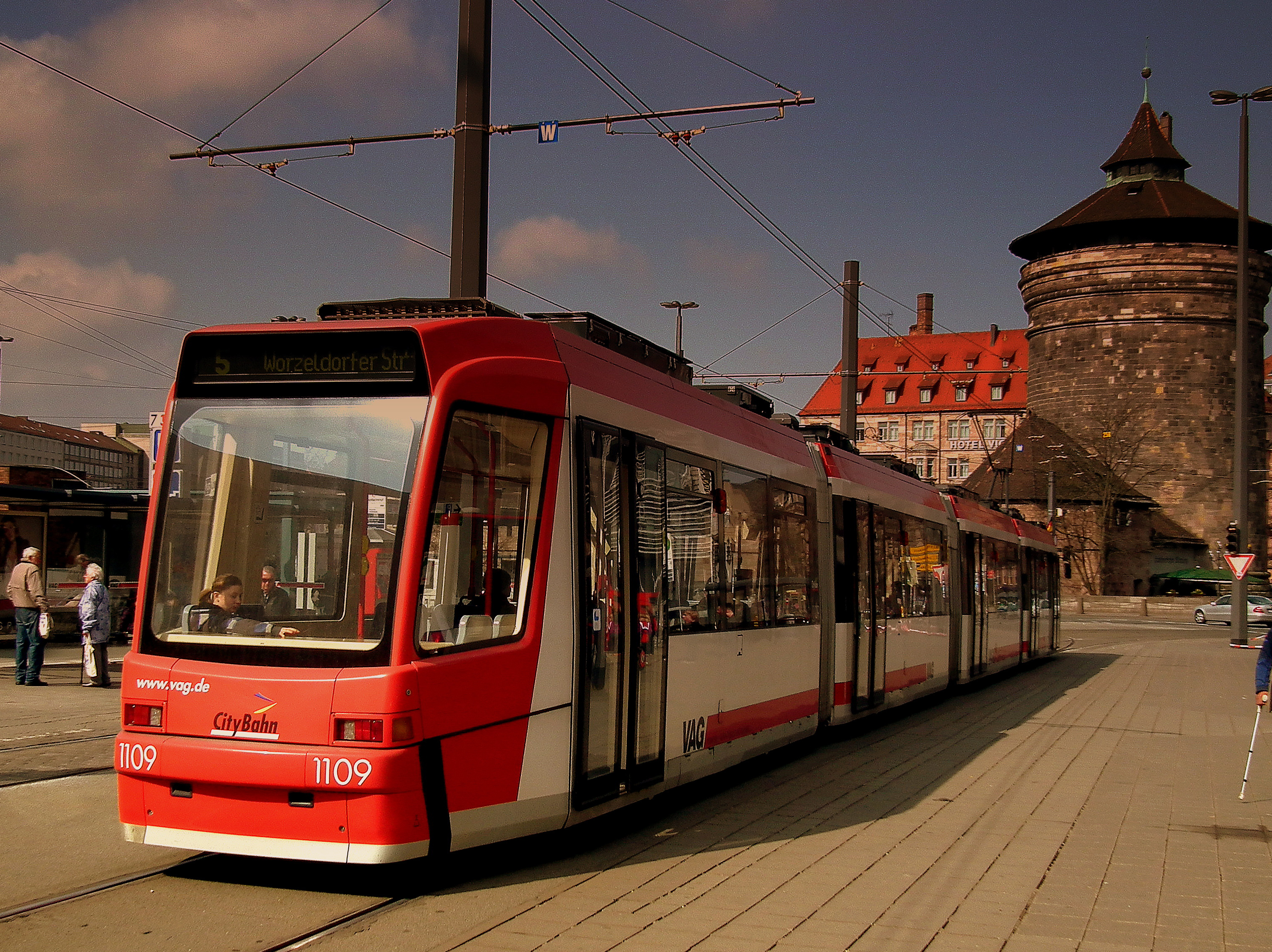
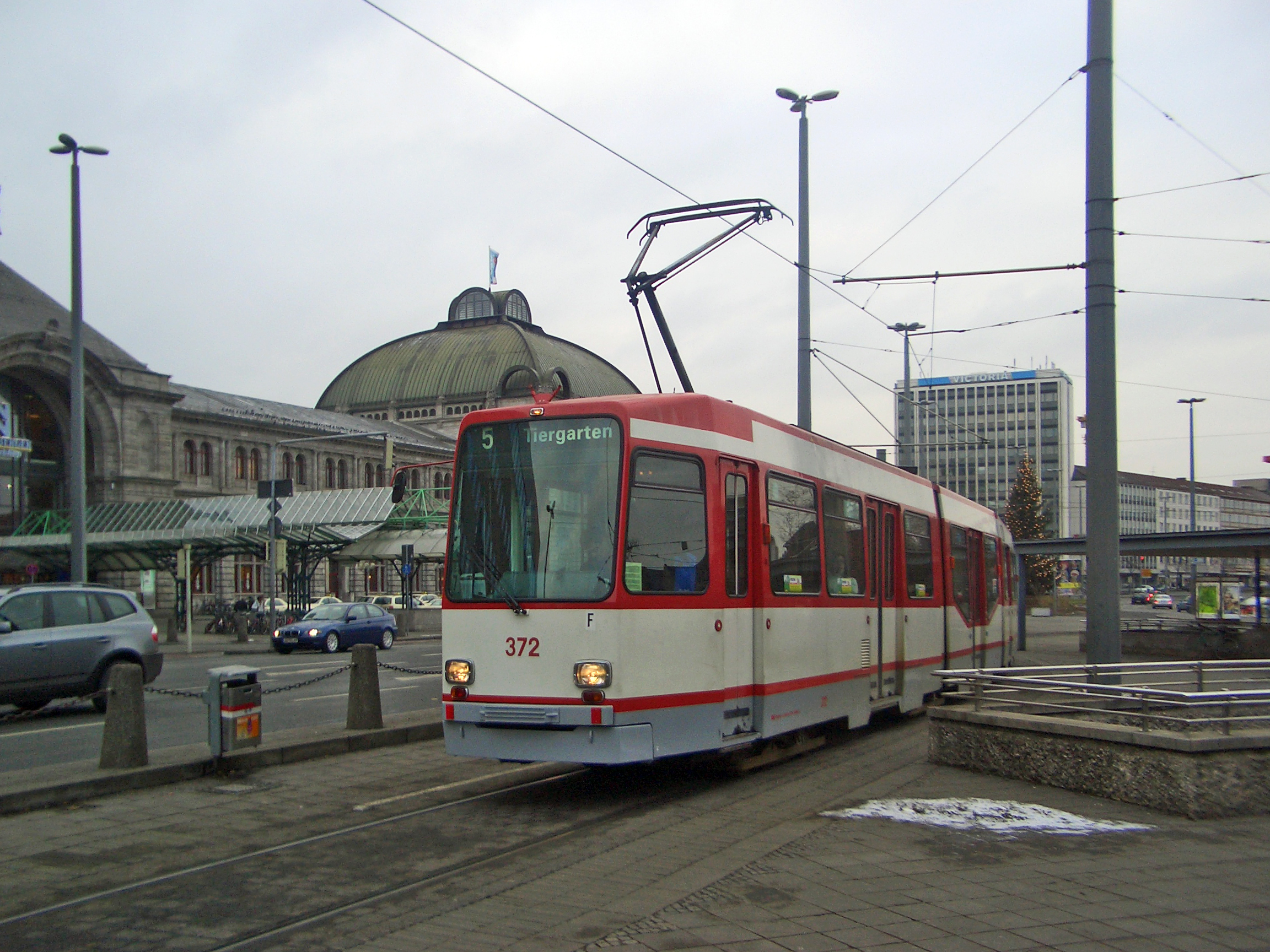
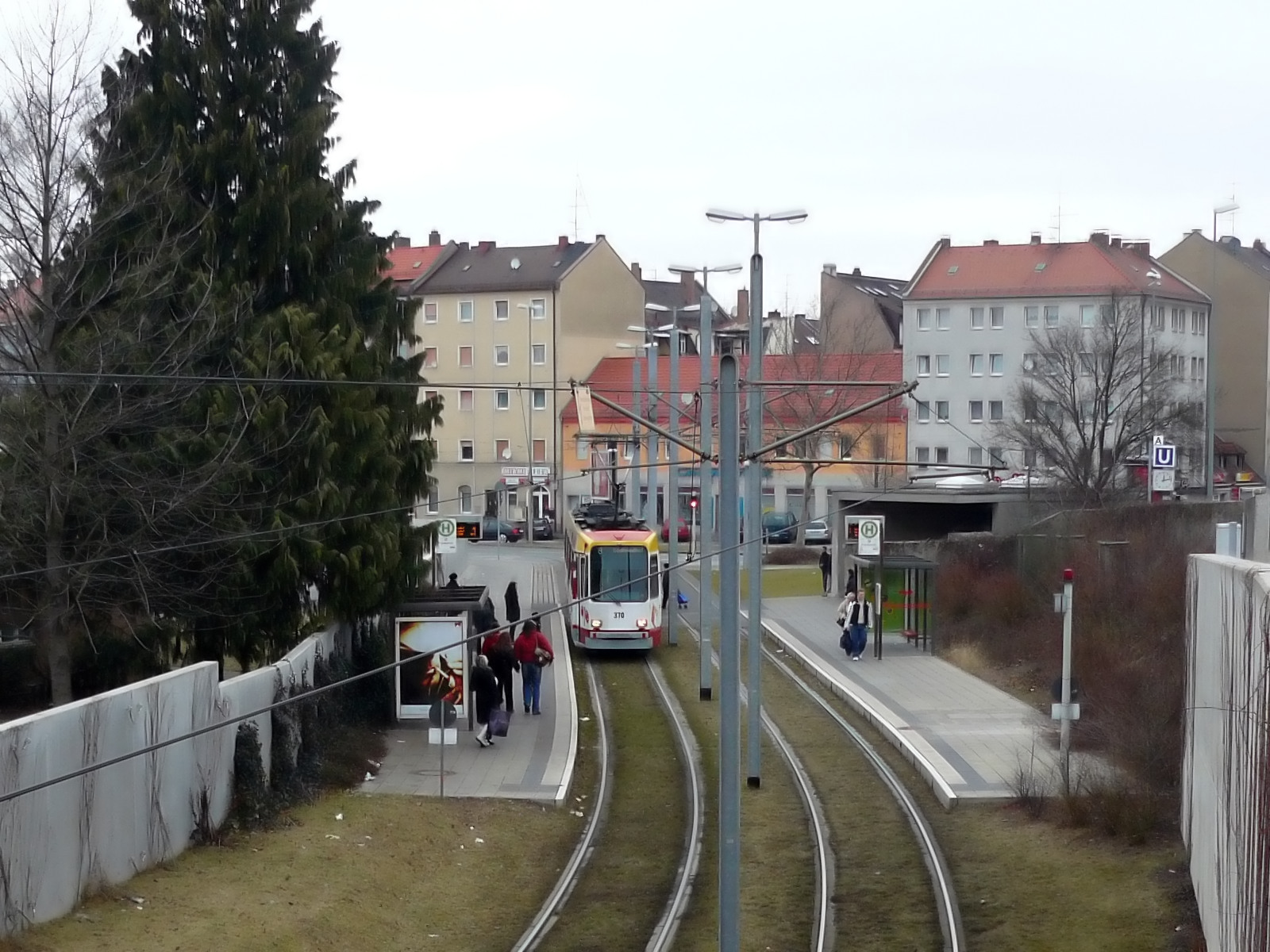

## Vonalak
| Vonal | Útvonal (keresztezési pontok és végállomások) | Megállók |
| ----- | --- | -------- |
| 4     | Gibitzenhof – Landgrabenstraße – Steinbühl – Plärrer – Hallertor – Friedrich-Ebert-Platz – Thon – Am Wegfeld                                                    | 19       |
| 5     | Tiergarten – Mögeldorf – Dürrenhof – Marientunnel – Hauptbahnhof – Aufseßplatz – Christuskirche – Frankenstraße – Südfriedhof                                   | 26       |
| 6     | Doku-Zentrum – Dutzendteich – Schweiggerstraße – Aufseßplatz – Christuskirche – Landgrabenstraße – Steinbühl – Plärrer – Hallertor – Westfriedhof               | 22       |
| 7     | Tristanstraße – Wodanstraße – Schweiggerstraße – Hauptbahnhof                                                                                                   | 6        |
| 8     | Doku-Zentrum – Wodanstraße – Schweiggerstraße – Hauptbahnhof – Rathenauplatz – Ostbahnhof – Erlenstegen                                                         | 21       |
| 10    | Dutzendteich – Schweiggerstraße – Aufseßplatz – Christuskirche – Landgrabenstraße – Steinbühl – Plärrer – Hallertor – Friedrich-Ebert-Platz – Thon – Am Wegfeld | 26       |
| 11    | Tiergarten – Mögeldorf – Dürrenhof – Marientunnel – Hauptbahnhof – Aufseßplatz – Christuskirche – Gibitzenhof                                                   | 20       |